# Sucumbíos
Sucumbíos é uma província do Equador localizada na região geográfica Amazônica. Sua capital é a cidade de Nueva Loja, maior cidade da província.
Sucumbíos faz divisa ao sul com as províncias de Napo e Orellana, a oeste com as províncias de Carchi e Imbabura, a sudoeste com a província de Pichincha, a leste com o Peru e ao norte com a Colômbia. Sucumbíos é a única província do Equador que faz fronteira com dois países diferentes.
Na parte oeste da província está localizada as montanhas orientais dos Andes, onde a maioria dos rios da província nascem. O monte mais importante da província é o Reventador, um vulcão ativo. A parte leste da província faz parte da Bacia Amazônica, com altas temperaturas.
O principal rio da província é o rio Aguarico. Passa próximo a cidade de Nueva Loja e desagua no rio Napo, na fronteira com o Peru. Outros rios importantes são: rio Putumayo, na fronteira com a Colômbia, rio Coca e Napo, ambos no sul da província.
O recurso natural mais importante da província é o petróleo, o que faz de Sucumbíos uma das mais importantes províncias do país, economicamente.

## Cantões
A província se divide em 7 cantões (capitais entre parênteses):
1. Cascales (El Dorado de Cascales)
2. Cuyabeno (Tarapoa)
3. Gonzalo Pizarro (Lumbaqui)
4. Lago Agrio (Nueva Loja)
5. Putumayo (Puerto El Carmen de Putumayo)
6. Shushufindi (Shushufindi)
7. Sucumbíos (La Bonita)